# برايان جونز (لاعب غولف)
برايان جونز (بالإنجليزية: Brian Jones)‏ هو لاعب غولف أسترالي، ولد في 12 سبتمبر 1951 في سيدني في أستراليا.

## وصلات خارجية
- برايان جونز على موقع رابطة أوروبا للاعبي الغولف المحترفين (الإنجليزية)
- برايان جونز على موقع رابطة اليابان للاعبي الغولف المحترفين (الإنجليزية)
- برايان جونز على موقع التصنيف العالمي الرسمي للغولف (الإنجليزية)